# Barleriola saturejoides
Barleriola saturejoides är en akantusväxtart. Barleriola saturejoides ingår i släktet Barleriola och familjen akantusväxter.

## Underarter
Arten delas in i följande underarter:
- B. s. acunae
- B. s. hirsuta
- B. s. saturejoides